# کوتا ترامائه
کوتا ترامائه (ژاپنی: 寺前 光太؛ زادهٔ ۹ ژوئیهٔ ۱۹۹۵) یک بازیکن فوتبال اهل ژاپن است.
از باشگاه‌هایی که در آن بازی کرده‌است می‌توان به باشگاه فوتبال فوکوشیما یونایتد اشاره کرد.